# Roland Sätterman
Roland Sätterman, född den 31 juli 1963 i Munkfors, Sverige, är en svensk ishockeytränare och före detta ishockeyspelare. 

## Biografi
Som tränare har han tränat bland annat Skåre BK och Färjestad BK J20. Från säsongen 2013/2014 var Sätterman assisterande tränare i Örebro HK. Den 22 november 2013 gick han in tillfälligt som huvudtränare i Örebro. I sin första match som huvudtränare i SHL, ledde han Örebro till deras första vinst på 12 matcher. Från den 25 november 2013 återgick Sätterman som assisterande tränare, då Kent Johansson presenterades som ny huvudtränare för Örebro. Inför säsongen 2014/2015 lämnade Sätterman Örebro HK och blev istället tränare för Viking HC i Hagfors. Parallellt med rollen som tränare, är han sedan 2014 även instruktör på Älvstrandens ishockeygymnasium i Hagfors. Säsongen 2017/2018 tränade Sätterman IFK Munkfors A-lag.

## Klubbar som tränare
- Färjestad J18 (2005/2006–2009/2010) Head Coach
- Skåre BK (2010/2011) Head Coach
- Färjestad BK J20 (2011/2012) Head Coach
- Mora J20 (2012/2013) Head Coach
- Mora J18 (2012/2013) Head Coach
- Örebro HK (2013/2014) Asst. Coach
- Viking HC (2014/2015–2016/2017) Head Coach
- IFK Munkfors (2017/2018) Head Coach

## Klubbar som ishockeyspelare
- IFK Munkfors (1987/1988, 1994/1995, 1995/1996)